# Skye Blue (luchadora)
Skye Dolecki (Chicago, Illinois, 2 de octubre de 1999) es una luchadora profesional estadounidense. Actualmente trabaja en la empresa de lucha libre profesional estadounidense All Elite Wrestling (AEW) bajo el nombre de ring Skye Blue.  Ella también lucha para Ring of Honor (ROH).
Blue también apareció en National Wrestling Alliance (NWA), así como en varios programas independientes como AAW: Professional Wrestling Redefined, donde una vez ocupó el Campeonato Femenino de AAW, y en Warrior Wrestling.

## Carrera deportiva

### AEW (2021-presente)
Blue hizo su debut en All Elite Wrestling (AEW) en el episodio del 7 de abril de 2021 de AEW Dark: Elevation, donde perdió ante Britt Baker.  El 3 de septiembre, hizo su debut en AEW Dark perdiendo ante Red Velvet. El 5 de septiembre, hizo su debut en pay-per-view, compitiendo en Casino Battle Royale en All Out. El 6 de octubre debutó en AEW Rampage, perdiendo ante Jade Cargill. El 19 de enero de 2022, Blue debutó en AEW Dynamite, perdiendo ante Serena Deeb. En el episodio del 2 de abril de AEW Rampage, Blue compitió en el Torneo de Mujeres de la Fundación Owen Hart y perdió ante Jamie Hayter en una lucha clasificatoria. En el episodio del 12 de agosto de Rampage, Blue junto a Dante Martin desafiaron a Sammy Guevara y Tay Melo por el Campeonato Mundial en Parejas Mixtas de AAA, pero no tuvieron éxito.
El 6 de enero de 2023, en Battle of the Belts V, Blue desafió a Jade Cargill por el Campeonato TBS de AEW, pero no tuvo éxito. El 7 de abril, se anunció que Blue había firmado con AEW. En el episodio del 9 de junio de AEW Rampage, Blue derrotó a Dr. Britt Baker, D.M.D., Mercedes Martinez y Nyla Rose en una lucha a cuatro bandas para convertirse en la contendiente número uno por el Campeonato Mundial Femenino de AEW. En el episodio del 14 de junio de Dynamite Blue, desafió a la campeona mundial femenina Toni Storm por el título. Durante la lucha, en el que Storm roció a la madre de Blue en la cara con un spray verde, Blue tenía a Storm inmovilizado, pero el árbitro se distrajo con la aliada de Storm, Ruby Soho. Storm luego enviaría a Blue para retener el título. El 17 de junio, en el episodio de estreno de AEW Collision, Blue se asoció con la campeona de mujeres fuertes de NJPW, Willow Nightingale, para derrotar a Soho y Storm. En el episodio del 23 de junio de Rampage, Blue compitió en el Torneo de Mujeres de la Fundación Owen Hart, derrotando a Anna Jay A.S. en los cuartos de final del torneo.